# Ciuciulea
Ciuciulea — рід цетотеріїдних містіцетів, знайдених у морських відкладах середнього міоцену в Молдові.

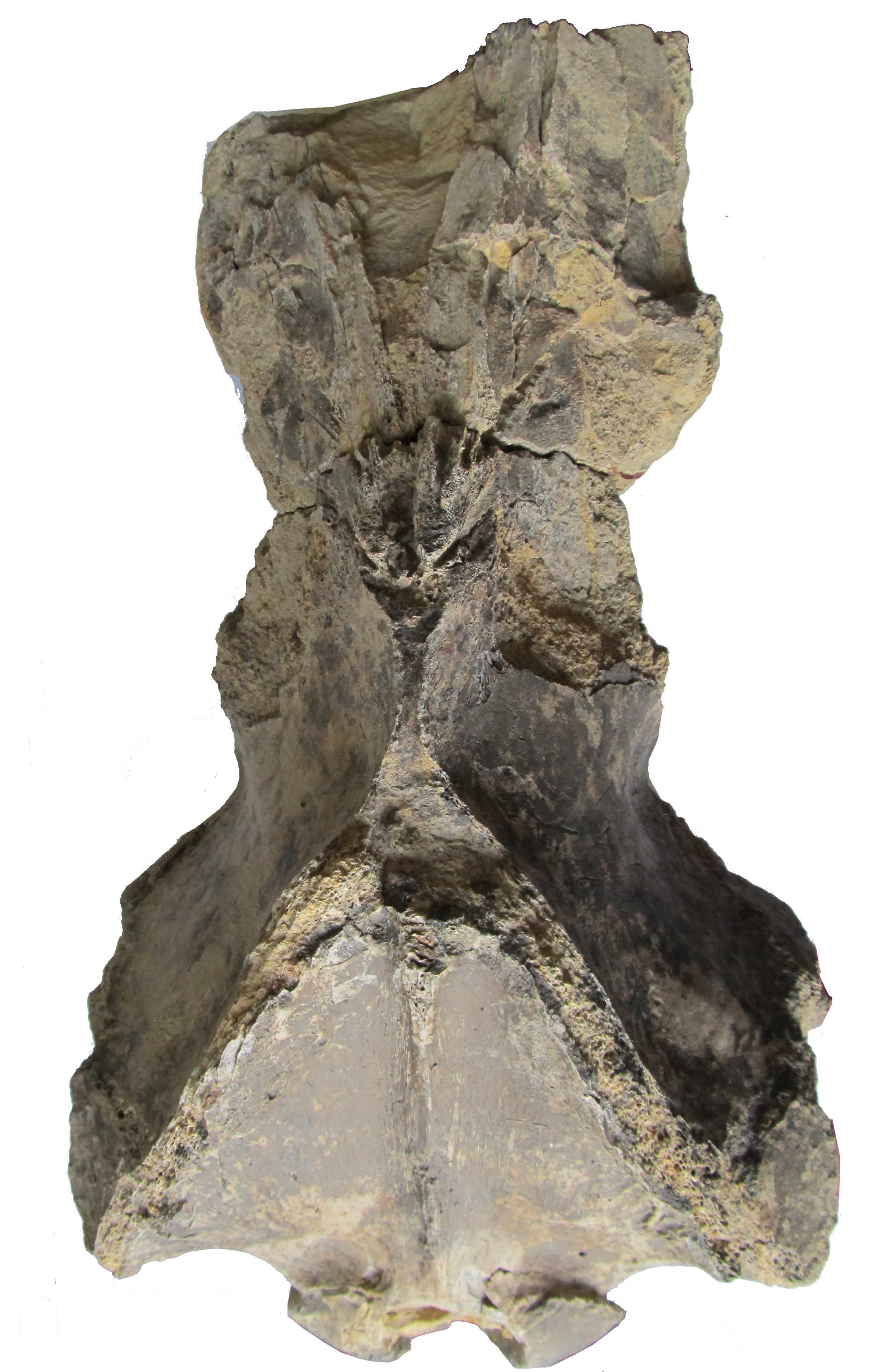
Череп Ciuciulea davidi Gol'din, 2018, верх

## Опис
Чучулея — карликова цетотеріїда довжиною 3–4 метри. Він походить із баденських відкладень (13.8–12.7 млн. років) Центрального Паратетісу, і це найраніший світовий запис родини Cetotheriidae. Відрізняється від інших Cetotheriidae наявністю вузького потиличного щитка, довжина якого дорівнює ширині та ін.

## Біологія
Чучуля мешкав у мілководних морських водах, де тепер розташована Молдова.